# أدونيس ريفاس
أدونيس ريفاس (بالإسبانية: Adonis Rivas)‏ مواليد 7 ديسمبر 1972 في نيكاراغوا، هو ملاكم محترف نيكاراغوي يصنف ضمن فئة وزن الذبابة بدأ مسيرته الاحترافية سنة 1995. حقق بطولة منظمة الملاكمة العالمية.

## إحصائيات
خاض خلال مسيرته 40 نزالا، فاز في 22 وتعادل في 4 وخسر في 13. فاز بالضربة القاضية في 10 نزالا.

## روابط خارجية
- أدونيس ريفاس على موقع بوكس ريك (الإنجليزية) (registration required)